# Арсеньев, Евгений Константинович
Евге́ний Константи́нович Арсе́ньев (3 ноября 1873 — 29 мая 1938) — русский генерал-лейтенант, герой Первой мировой войны, участник Белого движения, сын К. К. Арсеньева.

## Биография
Православный. Из дворян Санкт-Петербургской губернии.
Окончил 8-ю Санкт-Петербургскую гимназию и два курса Санкт-Петербургского университета.
11 октября 1894 года поступил вольноопределяющимся в лейб-гвардии Уланский Её Величества полк. Выдержав офицерский экзамен при Николаевском кавалерийском училище, 12 августа 1895 года был произведен корнетом.
- 12 августа 1899 — Поручик.
- Успешно окончил курс Офицерской кавалерийской школы.
- 1900—1901 — В составе конного отряда генерала Ренненкампфа участвовал в подавлении «Боксёрского восстания» в Китае.
- 12 августа 1903 — Штабс-ротмистр.
- 1904 — По собственному желанию направлен на русско-японский фронт. В чине есаула командовал 2-й сотней Верхнеудинского полка Забайкальского казачьего войска.
- 1905 — Перевелся в Терско-Кубанский конный полк Кавказской конной бригады (конный отряд генерала Мищенко).
- 1906 — По возвращении в л-гв. Уланский полк назначен флигель-адъютантом Его Величества (1906).
- 12 августа 1907 — Ротмистр, командир эскадрона.
- 12 августа 1911 — Полковник.
- Август-ноябрь 1914 — Вступил в Первую мировую войну как командир отряда л-гв. Уланского полка в составе Конного корпуса генерала Хана Нахичеванского.
- 12 ноября 1914-15 декабря 1915 — Командир л-гв. Кирасирского Её В-ва полка.
- 1 мая 1915 — Генерал-майор со старшинством от 23.11.1914 (за боевые отличия) с зачислением в Свиту Его Величества.
- 19 декабря 1915-январь 1917 — Командир 2-й бригады 2-й гвардейской кавалерийской дивизии.
- 27 января-29 апреля 1917 — Командир 1-й гвардейской кавалерийской дивизии.
- 29 апреля 1917 — Генерал-лейтенант, командир Гвардейского кавалерийского корпуса.
- Ноябрь 1917 — После Октябрьской революции прибыл в Петроград, где начал организовывать отряд из офицеров гвардейской кавалерии.
- Май 1918 — Арестован ЧК.
- Лето 1918 — Бежал в Финляндию, где вступил в Северо-Западную армию генерала Юденича.
- 10 июля-24 ноября 1919 — Командир 2-го армейского корпуса.
- 17 июля 1919 — Возглавил Псковский район Северо-Западного фронта.
- Январь 1920 — После разгрома и отступления Северо-Западной армии оставался в Эстонии.
- Май 1920 — Переехал в Берлин, где основал и возглавил Союз офицеров Российской Армии и Флота.
- 29 мая 1921 — Участвовал в Рейхенгалльском монархическом съезде.
- Переехал во Францию.
- В декабре 1924 года возглавлял объединение л-гв. Уланского Её Величества полка.
- 1925—1930 — Председатель союза офицеров-участников Великой войны.
- 12 декабря 1934 — Член правления Союза Георгиевских кавалеров.

Умер в Париже, похоронен на кладбище Сент-Женевьев-де-Буа.

## Отличия
- Орден Святого Станислава 3-й степени с мечами и бантом (1903)
- Орден Святого Владимира 4-й степени с мечами и бантом (1903)
- Орден Святой Анны 4-й степени (1904)
- Орден Святого Станислава 2-й степени с мечами (1904)
- Орден Святой Анны 3-й степени с мечами и бантом (1905)
- Орден Святой Анны 2-й степени (1905)
- Золотое оружие (ВП 16.07.1907)
- Орден Святого Владимира 3-й степени с мечами (1914)
- Орден Святого Георгия 4-й степени (ВП 10.11.1914)
- Орден Святого Станислава 1-й степени с мечами (17.08.1915)
- Орден Святой Анны 1-й степени с мечами (03.11.1915)